# 紀元前20世紀

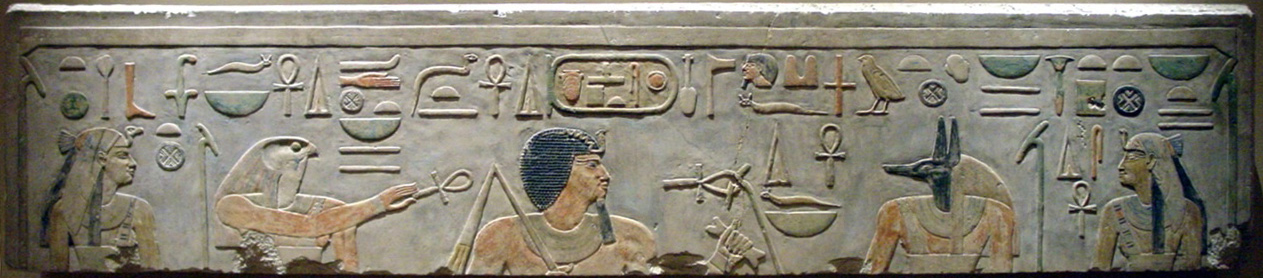
アメンエムハト1世。エジプト第11王朝に代わり第12王朝を建てた。画像は神々とアメンエムハト1世の姿が描かれたレリーフ（メトロポリタン美術館蔵）。

紀元前20世紀（きげんぜんにじゅうせいき）は、西暦による紀元前2000年から紀元前1901年までの100年間を指す世紀。

## 出来事

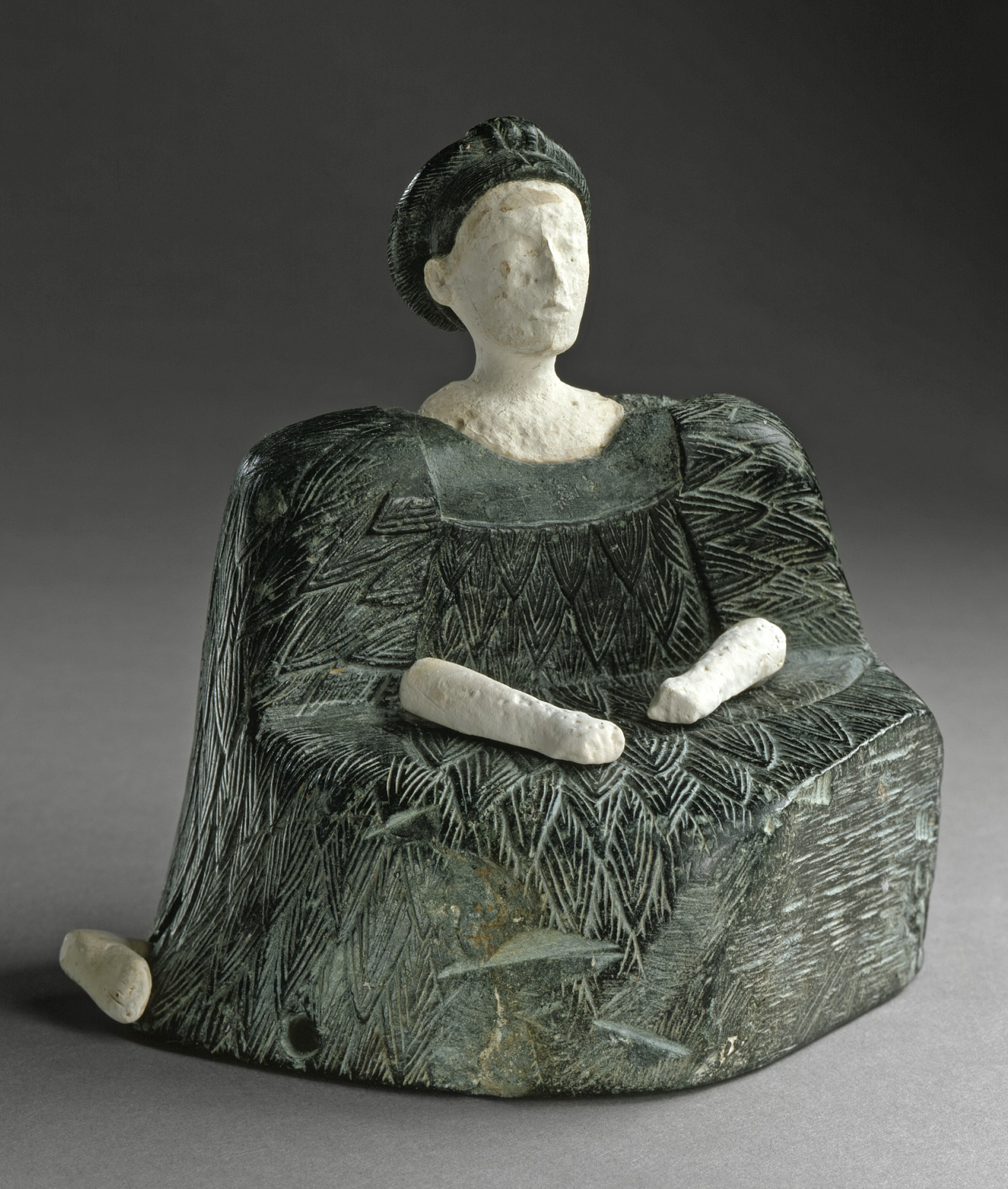
バクトリア・マルギアナ複合（BMAC）。紀元前2000年前後に発展がみられた中央アジアの文化複合体のことで、独特な造形表現で知られる。画像はロサンゼルス・カウンティ美術館所蔵の女性座像。

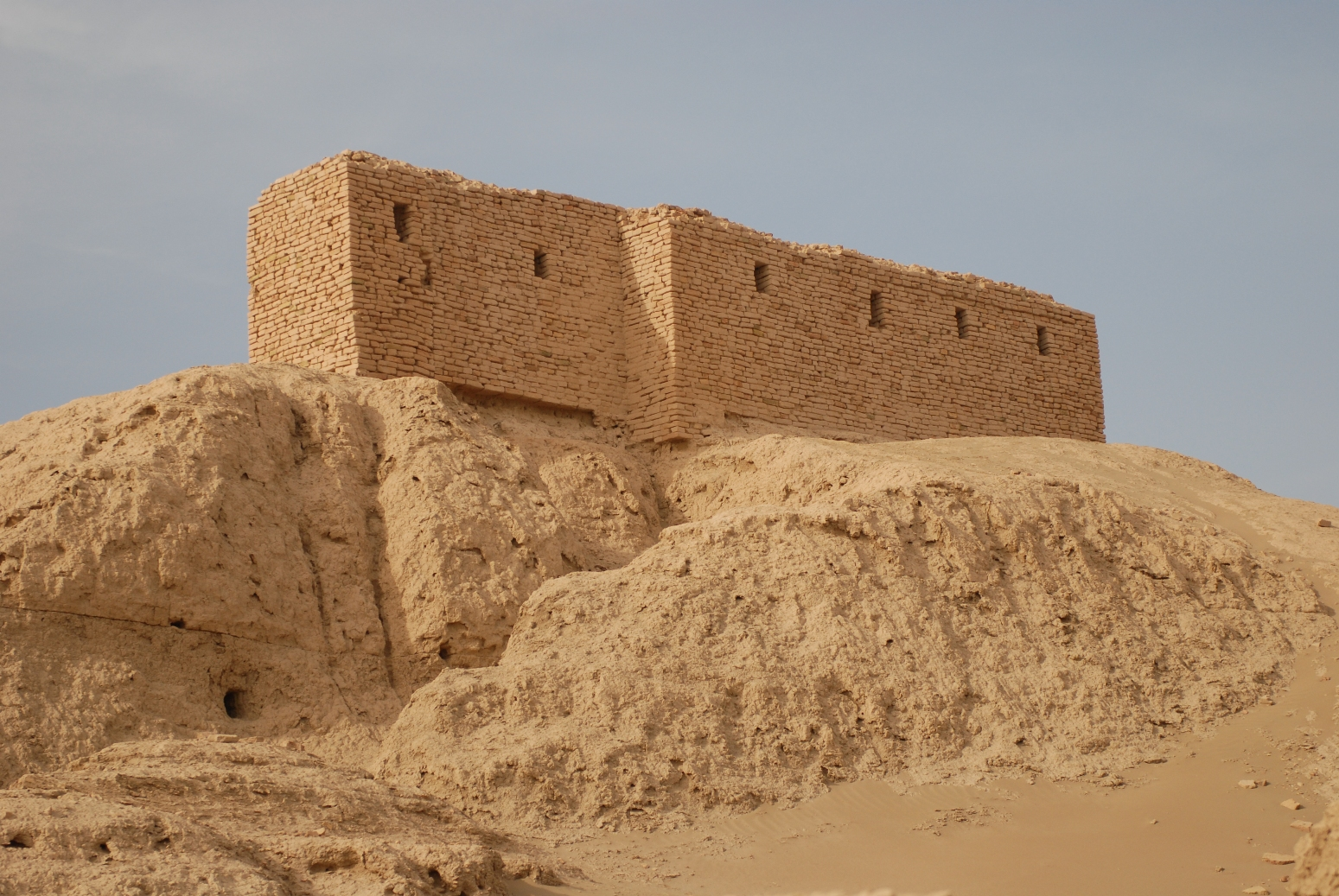
宗教都市ニップル。シュメール以来の最高神エンリルを祀っていたこの地はイシン・ラルサ時代には争奪の的となった。遺跡は保存状態も良く多くの粘土板文書も出土している。画像はニップルの神殿の遺跡。

### 紀元前2000年代
- 紀元前2000年頃
  - ミノア文明では前宮殿時代（中期青銅器時代（土器編年MMIA））。
    - クノッソス、マリア（英語版）、ファイストス、ザクロス（英語版）で宮殿が形成される。

  - 中央アジアのステップ地帯にアンドロノヴォ文化(シンタシュタ文化)が展開。
    - この文化に属するウラル川上流域シンタシュタ遺跡からは世界最古のスポーク型車輪のついたチャリオットが出土している。

  - アムダリア川（オクサス川）上流域にバクトリア・マルギアナ複合が展開。
    - バクトリアの遺跡にはサパッリ・テペ、ダシュリー・オアシスが、マルギアナの遺跡にはケレッリ、ゴヌール、タイプ・テペ、トゴロクがある。

  - アーリア人がイラン高原に定着する（ - 紀元前1500年）。
    - この時期からアーリア人はイラン系アーリア人とインド系アーリア人に分化する（インド・イラン共通時代の終わり）。

  - ラルサから出土したアシュモリアン博物館所蔵「ハーバート・ウェルド・ブランデルコレクション」の最古の「シュメール王名表」粘土板WB62が記録される。
  - オマーン島を中心とするウンム・アン＝ナール文化が衰退し、代わってバーレーン島を中心とするバールバール文化が興る。
  - エチオピアから農民と牧畜民がケニアに移住。
  - カメルーンとナイジェリアの国境付近からバントゥー系民族の拡大が始まる。
  - ブリテン島ではウェセックス文化第I期が始まる（ - 紀元前1650年頃）。
  - バルト海沿岸から中央ヨーロッパを超え地中海に出る「琥珀の道」が形成される。
  - 龍山文化（中原龍山文化（河南・陝西）と山東龍山文化）が終末期（紀元前3000年頃 - ）。
  - 中国東北部の遼河文明では夏家店下層文化が始まる（ - 紀元前1500年頃）。
  - 青森県の三内丸山遺跡が衰退する（紀元前3500年頃 - ）。
  - メソ・アメリカ各地で定住農村村落の成立（先古典期（ - 紀元後300年））。
- 紀元前2000年以降 - ラピスラズリ交易で栄えていたイラン東部のシャフリ・ソフタ遺跡が衰退する。

### 紀元前1990年代
- 紀元前1991年頃 - エジプト第11王朝の終わり、第12王朝始まる。
  - 宰相だったアメンエムハト1世が政変で王になりメンフィスに近いイチ・タウィに遷都。

### 紀元前1960年代
- 紀元前1962年頃 - エジプト王アメンエムハト1世が死去。
  - アメンエムハト1世の死去後の混乱に基づいて書かれたのが古代エジプト文学を代表する『シヌヘの物語』。

### 紀元前1940年代
- 紀元前1944年頃 - アムル人バザヤがラルサで自立しイシンと対立。

### 紀元前1930年代
- 紀元前1934年頃 - イシンの第5代王リピト・イシュタルが即位（ - 紀元前1924年）。
  - 「リピト・イシュタル法典」と呼ばれる法律文書を制定する。
- 紀元前1932年頃
  - ラルサのグングヌムがイシンのリピト・イシュタルからウルを奪取。
  - エジプト王センウセルト1世がヘリオポリスにオベリスクを建立。
    - 即位30年を記念して作られたもので直立して現存するオベリスクとしては最古のもの。

### 紀元前1920年代
- 紀元前1920年頃
  - 黄河の大洪水発生、禹の治水成功により古国時代が終わり中国最初の世襲王朝とされる夏建国。

### 紀元前1910年代
- 紀元前1913年 - 1903年 - エジプトとヌビアの戦争。

### 紀元前1900年代
- 紀元前1900年頃
  - アカイア人がギリシアに侵攻。
  - シュメール人以来の宗教都市ニップルでの争奪戦でラルサがイシンに勝利。

## 発明、発見
- 紀元前1950年 - ニップルで銅の秤によるシュメール・キュビット（51.72 cm）の制定。